# Diabrotica meyeri
Diabrotica meyeri là một loài bọ cánh cứng trong họ Chrysomelidae. Loài này được Baly miêu tả khoa học năm 1890.